# 中華民国サッカー協会
中華民国サッカー協会（ちゅうかみんこくサッカーきょうかい、中国語: 中華民國足球協會）は、中華民国（台湾）におけるサッカーの活動の振興を行う統括団体。対外的には中華台北サッカー協会、またはチャイニーズ・タイペイサッカー協会（中国語: 中華臺北足球協會, 英語: Chinese Taipei Football Association, 略称：CTFA）名義で国際大会に参加している。

## 概要
サッカーに関する上位組織としては国際サッカー連盟（FIFA）およびアジアサッカー連盟（AFC）にそれぞれ所属している。AFC創設メンバーであるが、AFCに加盟したのは、その翌年の1955年である。また、上位組織ではないが、周辺9協会と共に東アジアサッカー連盟（EAFF）を構成している。オリンピック競技ないしはスポーツの一つとして国際オリンピック委員会（IOC）- 中華オリンピック委員会・中華民国体育運動総会にも所属する。また、台湾社会人甲級サッカーリーグや各クラスの全国大会の開催やチーム構成員の登録なども行なう。
アジアで最も早く成立したサッカー協会の一つであるが、第二次世界大戦前は軍閥時代等の内戦や日華事変の影響を受けた。1949年に中華民国が国共内戦で敗れ、以後は中国本土（大陸側）で成立した中華人民共和国と対立しながら台湾を統治地域として存続すると、中華民国（台湾）側のサッカー協会もこの「二つの中国」問題の影響を受け、戦前のFIFA加盟権が中国側に付与される、英語名称の変更を受容する、一時期はアジアサッカー連盟から脱退するなどの事態が起きたが、その後は中国側との組織内共存が実現し、直接対戦の実施も行う国内統括団体として活動を続けている。

## 沿革
- 1913年：2月4日、中華民国にとって初の国際サッカー試合がアメリカ領フィリピンで行われた、第1回となる極東選手権競技大会（東洋オリンピック）のサッカー競技として男子のみで実施（フィリピン 2-1 中国）。
- 1915年：自国の上海で行われた第2回極東選手権競技大会で中国代表が初優勝。以後、1934年の第10回大会まで9連覇。ただし、この時点では中国人による正式な全国サッカー組織は未成立。
- 1923年：8月、「中華足球聯合會」が上海において成立。中華民国における最初の中国人による全国的なサッカー組織であった[2][注釈 1]。
- 1924年：7月4日、「中華全國體育協進會」南京にて成立。中華民国政府主導の最初の全国的なスポーツ組織であり[3]、中華民国体育運動総会の前身である[4]。11月7日、中華足球聯合會は正式に団体会員として加盟した[3]。これは現在の中華民国足球協会自身も採用する、協会成立は1924年とする説の根拠となっている[5]。協会は毎年「中華足球聯賽」を開催し、初期は29の社会人チームの参加であったが、後年徐々に増加していった。
- 1931年：中華全國體育協進會が国際サッカー連盟（FIFA）に加盟。
- 1932年：前年の満洲事変で日本が占領した満洲地域（中国東北部）に満洲国が成立。中国側はこれを認めず。
- 1934年：第10回極東選手権競技大会でサッカー競技での9連覇を達成（この時のみ日本と優勝を分けあう）。大会中に起きた満洲国参加問題をめぐり、中国側は極東体育協会を脱退。極東選手権も同回で終了となる。
- 1936年：同年のベルリンオリンピックにおけるサッカー競技に、サッカー中華民国代表が参加。
- 1937年：日中戦争の勃発によって中華足球聯賽が中止となった。首都南京陥落に伴い、中華民国政府は内陸へ移り、最終的に中華足球聯賽も臨時首都の重慶へ逃れる。
- 1940年：日本が東亜競技大会を実施[注釈 2]。サッカー競技では満州国に加え、日中戦争での日本占領地に成立した中華民国南京国民政府地域で組織された代表チームが参加したが、中華全國體育協進會は無関係で、同大会も現在では公式記録として認められていない。
- 1945年：日中戦争（第二次世界大戦）終結。満洲国と南京国民政府は消滅し、中華民国政府と中華足球聯合會は首都南京へ帰還。
- 1948年：同年のロンドンオリンピックに中華民国代表が参加し、サッカー競技にも出場。戦後初の本格的な国際大会復帰となる。
- 1949年：
  - 10月1日：第二次国共内戦の結果、中国本土では中華人民共和国が成立。中華民国政府は最終的に台湾へ逃れ、中華足球聯合會は休止状態になる。
  - 10月26日：中華人民共和国成立直後の北京で中華全国体育総会が成立[6]。
- 1952年：6月14日、FIFAは中華全国体育総会に1931年に中華全國體育協進會が得た加盟権の継承を認め、中国のFIFA加盟が実現。
- 1954年：
  - 中華民国のサッカー協会として、台北で「中華全國足球委員會」（China National Football Association）が再建。
  - 5月8日：1954年第2回マニラアジア大会開催中の5月8日にアジアサッカー連盟（AFC）を他の12か国と共に創設したが[1]、加盟はせず。
  - 6月22日：スイス・ベルンでのFIFA総会において中国問題が討議され、国際サッカー連盟は中華全國足球委員會の新規加盟を承認。中華人民共和国と中華民国の「二つの中国」が併存となる。
- 1955年：
  - 1月3日：中華人民共和国の北京で中国サッカー協会（中国足球協会）が成立。
  - 6月11日：「中華全國足球委員會」が正式に成立、当時の空軍総司令王叔銘将軍が初代の「主任委員」となる[7]。
  - 同年、アジアサッカー連盟（AFC）に加盟。
- 1958年：6月7日、FIFA総会で中華人民共和国による中華民国排除要求が否決されたのに抗議し、中華人民共和国はFIFAからの脱退を通告。FIFA側は手続き上の不備を理由にこれを保留したが、これ以後中華民国（台湾）のみがFIFAメンバーとしてワールドカップ予選などに参加。
- 1959年：FIFA総会でブルガリアサッカー連合から出された中華民国追放案が8対45（棄権16）の大差で否決され、中華民国はFIFAに残留。
- 1971年：国際連合総会で中国代表権が中華人民共和国にあると決議（アルバニア決議）。中華民国（台湾）は国連を脱退し、国際社会での大勢は中華人民共和国を中国唯一の政府とみなすようになる。
- 1973年：国際情勢の変化を受け、中華全國足球委員會は「中華民國足球協會」（Republic of China Football Association）と改称。
- 1974年：9月14日、イランのテヘランでのAFC総会で中国足球協会の新規加盟が決議され、中華民國足球協會はアジアサッカー連盟を脱退。
- 1975年：オセアニアサッカー連盟（OFC）に加盟。
- 1977年：OFC加盟協会としての招待という形で、同大会（現在のAFC女子アジアカップ）としては第2回となる1977 AFC女子選手権に自国開催で初参加し、台湾代表は優勝を果たす。以後、1981年大会まで3連覇を達成。
- 1978年：名称の問題によってオセアニアサッカー連盟の会員籍を棚上げされる。
- 1979年：
  - 10月13日、FIFAは1958年以来脱退状態だった中華人民共和国の復帰を承認。一方、中華民国（台湾）側の残留も「チャイニーズ・タイペイ」の名称を条件として認め、中国と台湾の併存が実現。
  - 10月26日、名古屋でのIOC総会において、中華民国（台湾）側の中華オリンピック委員会は英語名を "Chinese Taipei Olympic Committee"（チャイニーズタイペイオリンピック委員会）とし、国際大会では中華民国国旗（青天白日満地紅旗）ではなくオリンピック委員会旗（梅花旗）を使用することで中華人民共和国IOC加盟とチャイニーズ・タイペイ（中華台北）IOC残留の両立が実現。FIFAに続くこの決定は、他の国際スポーツ競技連盟のモデルとなる。
- 1980年：7月7日、FIFA総会において、前年の決定通りに "Chinese Taipei Football Association" の英語名により、中華民國足球協會の残留を認める決定が改めてなされる。
- 1981年：前年のFIFA総会に従い、中華台北足球協會（Chinese Taipei Football Association, CTFA）の名称の使用を始める。ただし、中国語での正式名称はその後も「中華民國足球協會」を維持。
- 1982年：オセアニアサッカー連盟の会員籍を回復。
- 1983年：大会前に1983 AFC女子選手権への参加を取りやめ、以後不参加を続ける。
- 1989年：アジアサッカー連盟に復帰し、FIFA同様に「中国の一部であるチャイニーズ・タイペイ地域のサッカー組織」として中華人民共和国側の中国足球協会との同時加盟が実現。
- 1991年：
  - 5-6月、1991 AFC女子選手権で4大会ぶりに同大会復帰。5月29日には初めて中国代表と対戦。
  - 11月、中国で開かれた1991 FIFA女子ワールドカップ（第1回FIFA女子ワールドカップ）に参加し、ベスト8進出。同国のA代表においては男女を通じ史上唯一のFIFAワールドカップ本大会出場。
- 2006年：この年までオリンピック委員会準拠のシンボル旗を使用していた。以降は国旗を使用する事となる。

## 歴代会長
中華全國足球委員會時代（会長の職名：主任委員）
- 王叔銘 - 1955-1957
- 陳嘉尚 - 1957-1963
- 徐煥昇 - 1963-1964
- 楊森 - 1964-1965
- 劉安祺 - 1965
- 高魁元 - 1965
- 陳大慶 - 1967
- 林燈 - 1969
- 張炎元 - 1971

中華民国サッカー協会時代（会長の職名：理事長）
- 鄭為元 - 1973
- 王多年 - 1978
- 蔣緯国 - 1980
- 呉宝華 - 1982
- 武士嵩 - 1988
- 張家驤 - 1994
- 黄石城 - 1998-2005
- 盧崑山 - 2005
- 邱義仁 - 2005-2010
- 盧崑山 - 2010-2013
- 林振義 - 2013-2018
- 劉福財 - 2015
- 邱義仁 - 2018-2022
- 鄭文燦 - 2022-現在[8]